# Livia opaqua
Livia opaqua är en insektsart som beskrevs av Caldwell 1938. Livia opaqua ingår i släktet Livia och familjen rundbladloppor. Inga underarter finns listade i Catalogue of Life.